# Lovage
I Lovage sono stati un progetto musicale diretto dal produttore musicale statunitense Dan the Automator, sotto lo pseudonimo di "Nathaniel Merriweather" (un soprannome dato ad esso per il progetto Handsome Boy Modeling School). L'unico album prodotto da questo progetto si intitola Music to Make Love to Your Old Lady By, dove sono presenti il cantautore avant-garde metal statunitense Mike Patton, e la cantante art rock statunitense Jennifer Charles alla voce.

## Discografia
- 2001 - Music to Make Love to Your Old Lady By